# Biserica Sfinții Arhangheli din Vidra

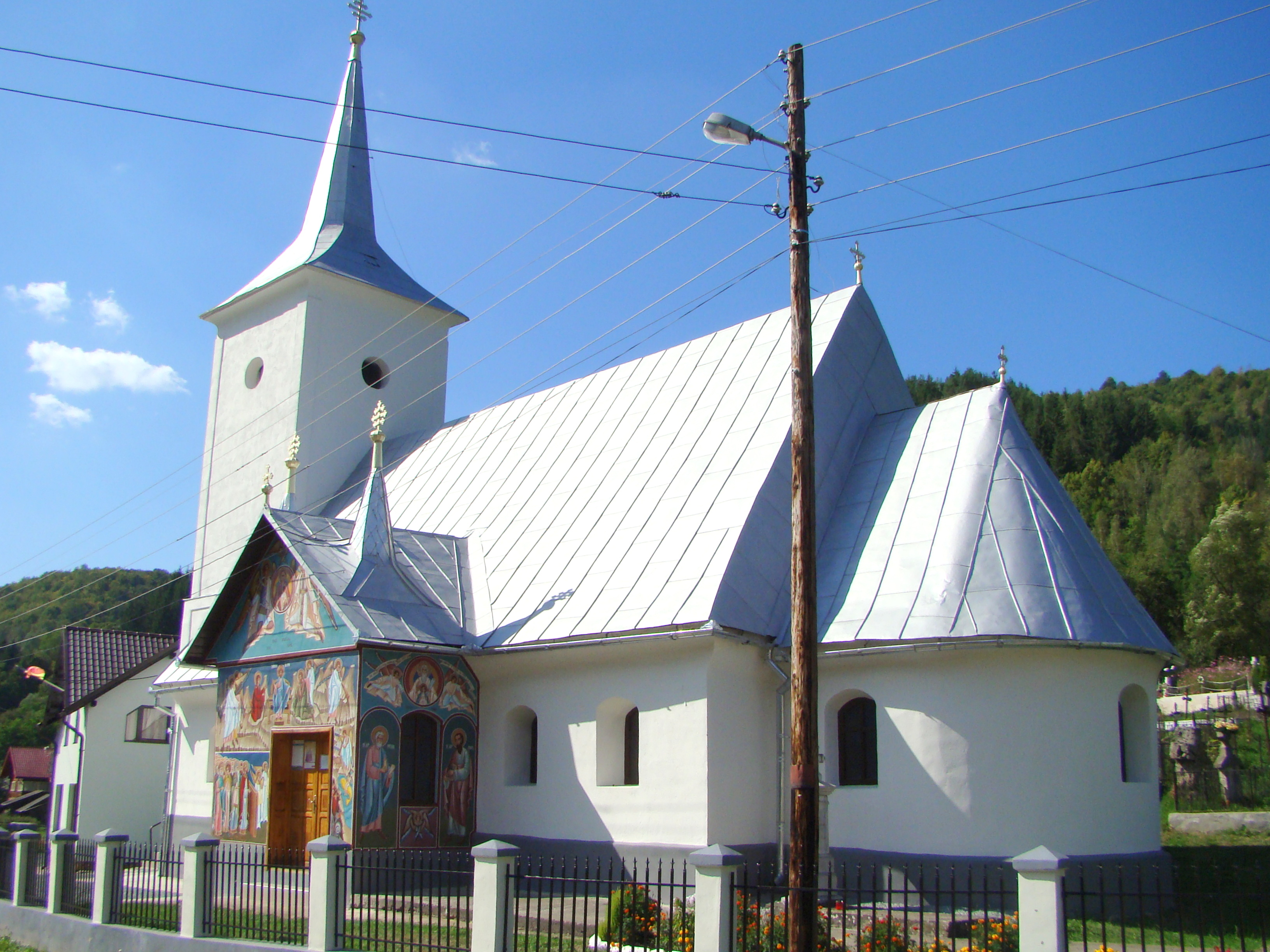
Biserica „Sfinții Arhangheli” din Vidra, județul Alba, foto: septembrie 2016.

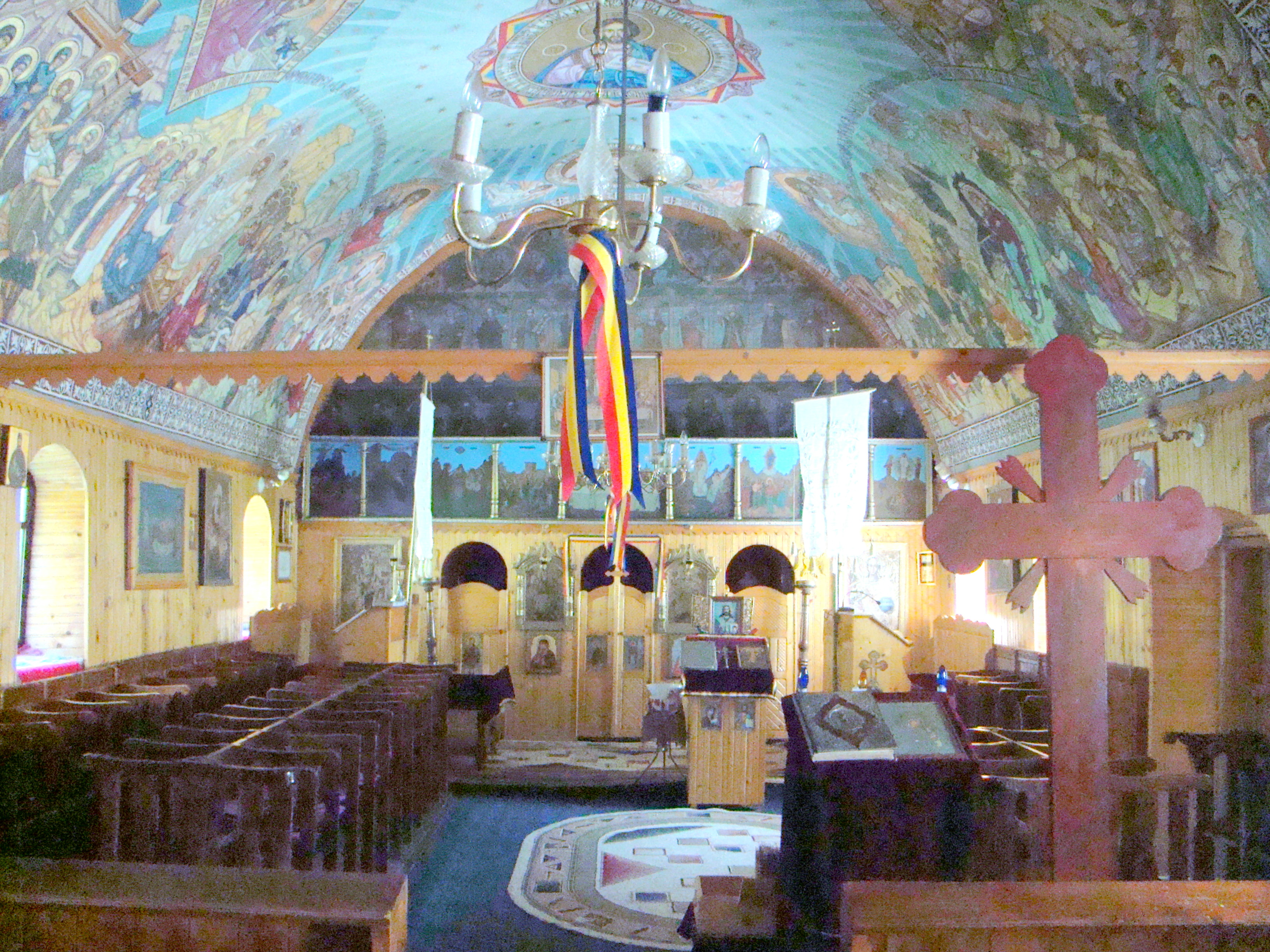
Nava spre iconostas

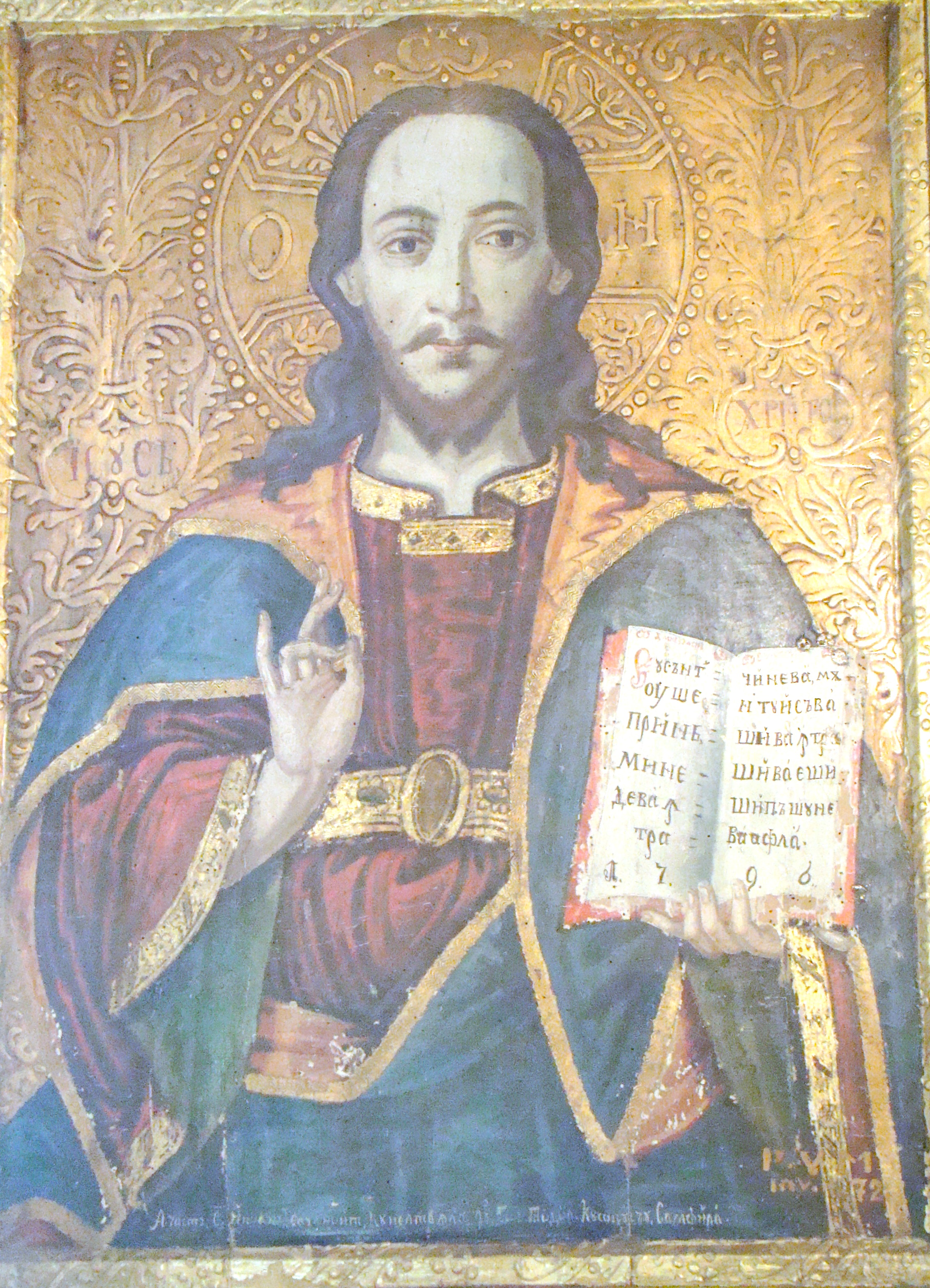
Deisis (Simion Silaghi Zugravu, sec.XVIII)

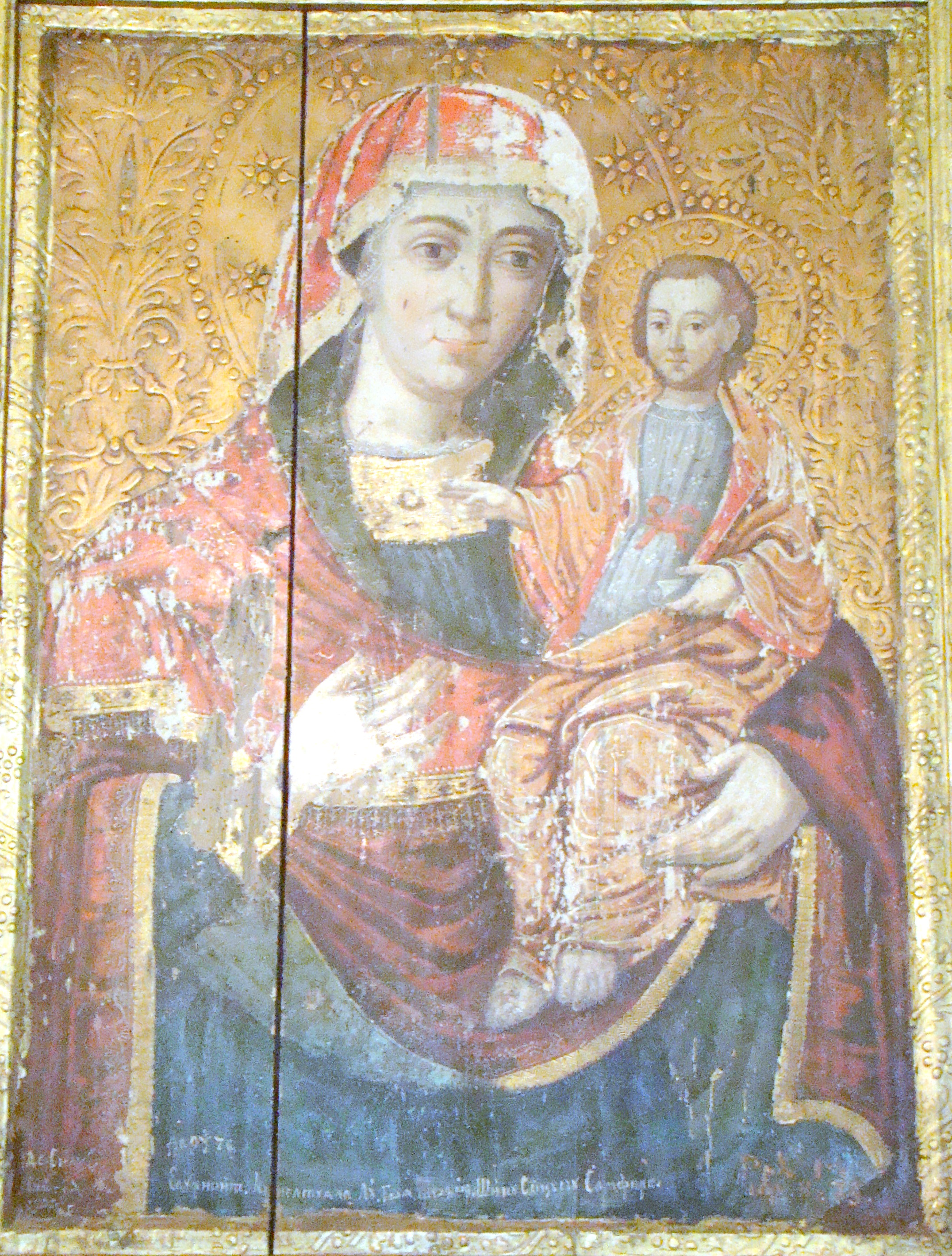
Maica Domnului cu Pruncul (Simion Silaghi Zugravu, sec.XVIII)

Biserica „Sfinții Arhangheli” din Vidra, județul Alba, datează din anul 1791. Biserica se află pe noua listă a monumentelor istorice sub codul LMI 2010:  AB-II-m-B-00390. Aici a fost botezat revoluționarul pașoptist, Avram Iancu. 

## Istoric și trăsături
Denumită și biserica din Ciungi, unde a fost botezat, în 1824, Avram Iancu. Biserica a fost ridicată în anul 1791, ca un lăcaș de cult cu ziduri masive. Elementul care individualizează clădirea în cadrul bisericilor de zid din Munții Apuseni este absida altarului, de plan semicircular. Interiorul este acoperit după sistemele tradiționale, cu o boltă semicilindrică peste naos și calotă peste altar. Turnul, atingând aproape 18 m, are o arhitectură simplă, fără decorații, fiind încununat de un coif din tablă. Pictura interioară de pe boltă este nouă (1963). Vechiul iconostas a purtat icoane valoroase, semnate de Simion și Gavril Silaghi, pictate între anii 1791-1822.
De-a lungul timpului biserica nu a mai fost consolidată, ajungând la un grad avansat de deteriorare. Importante lucrări de reparații au început în anul 1992, atunci când credincioșii, împreună cu noul preot paroh, au hotărât să dea o nouă înfățișare bisericii. Pictura, în frescă, a fost executată de pictorii timișoreni Ioan și Ana Bădilă și ucenicii Cristian Voica și Mihai Bădilă, în anul 1998. Arhiepiscopul Andrei Andreicuț a resfințit biserica în data de 9 iulie 2000.

## Imagini din exterior

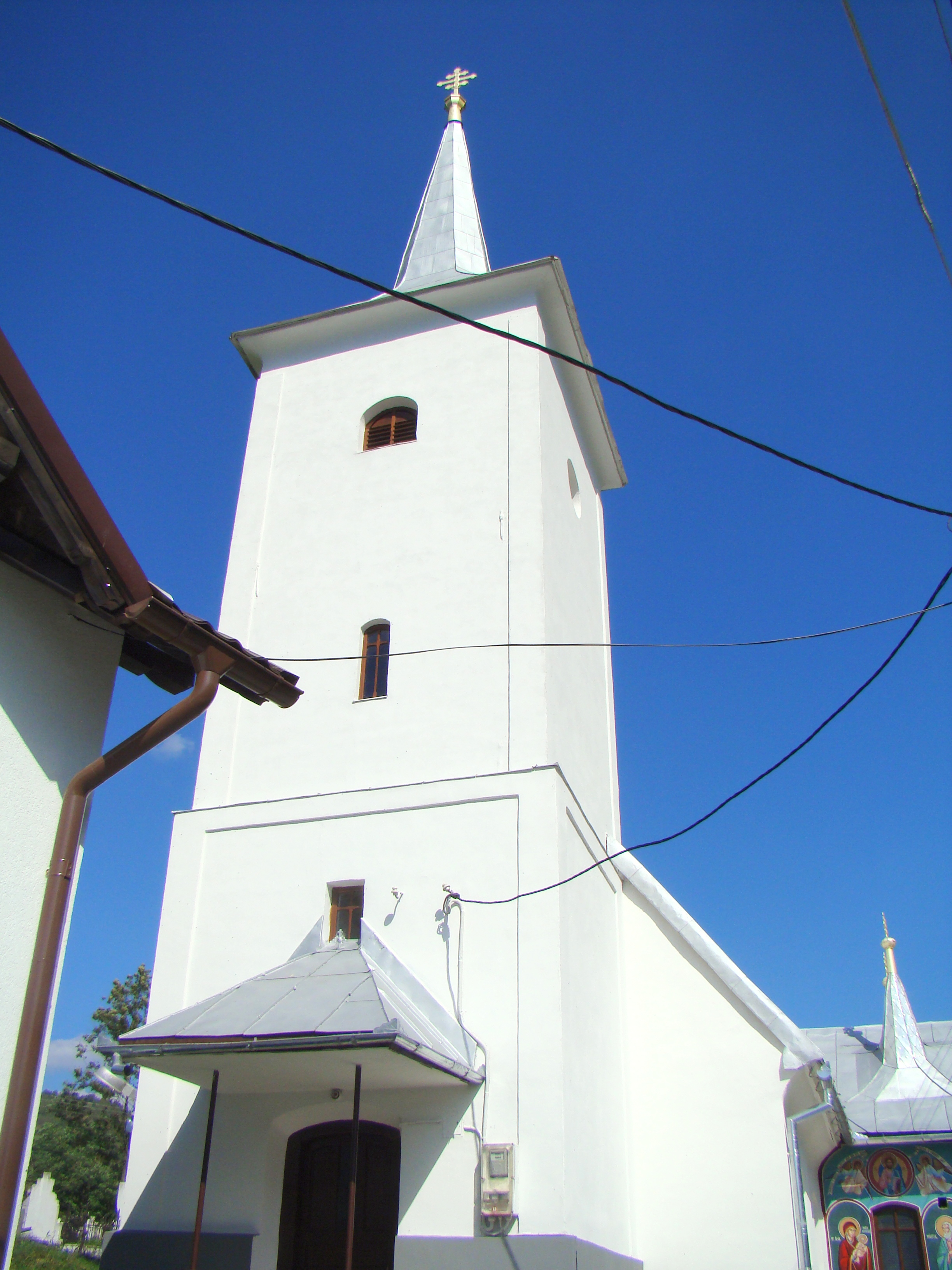
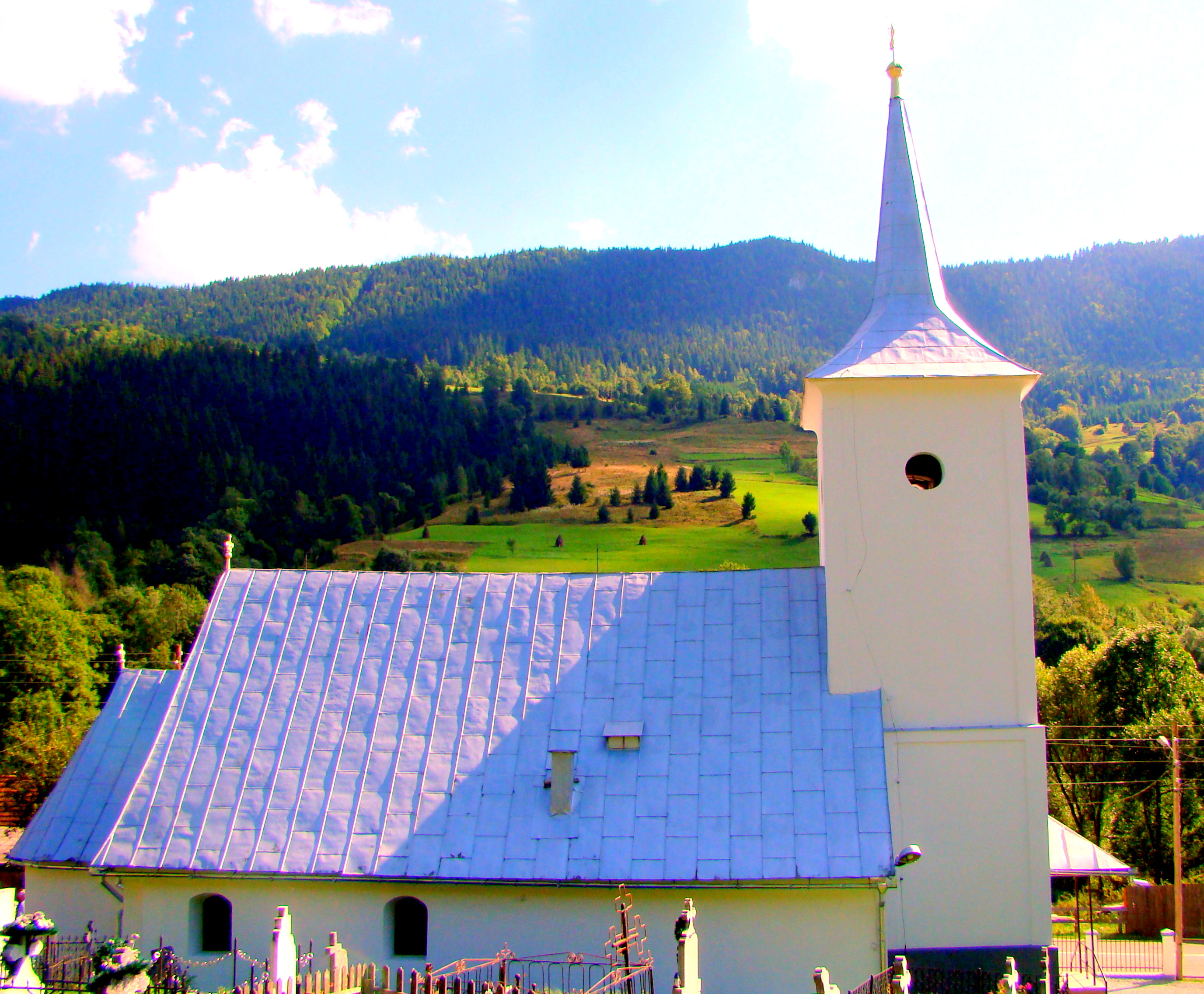
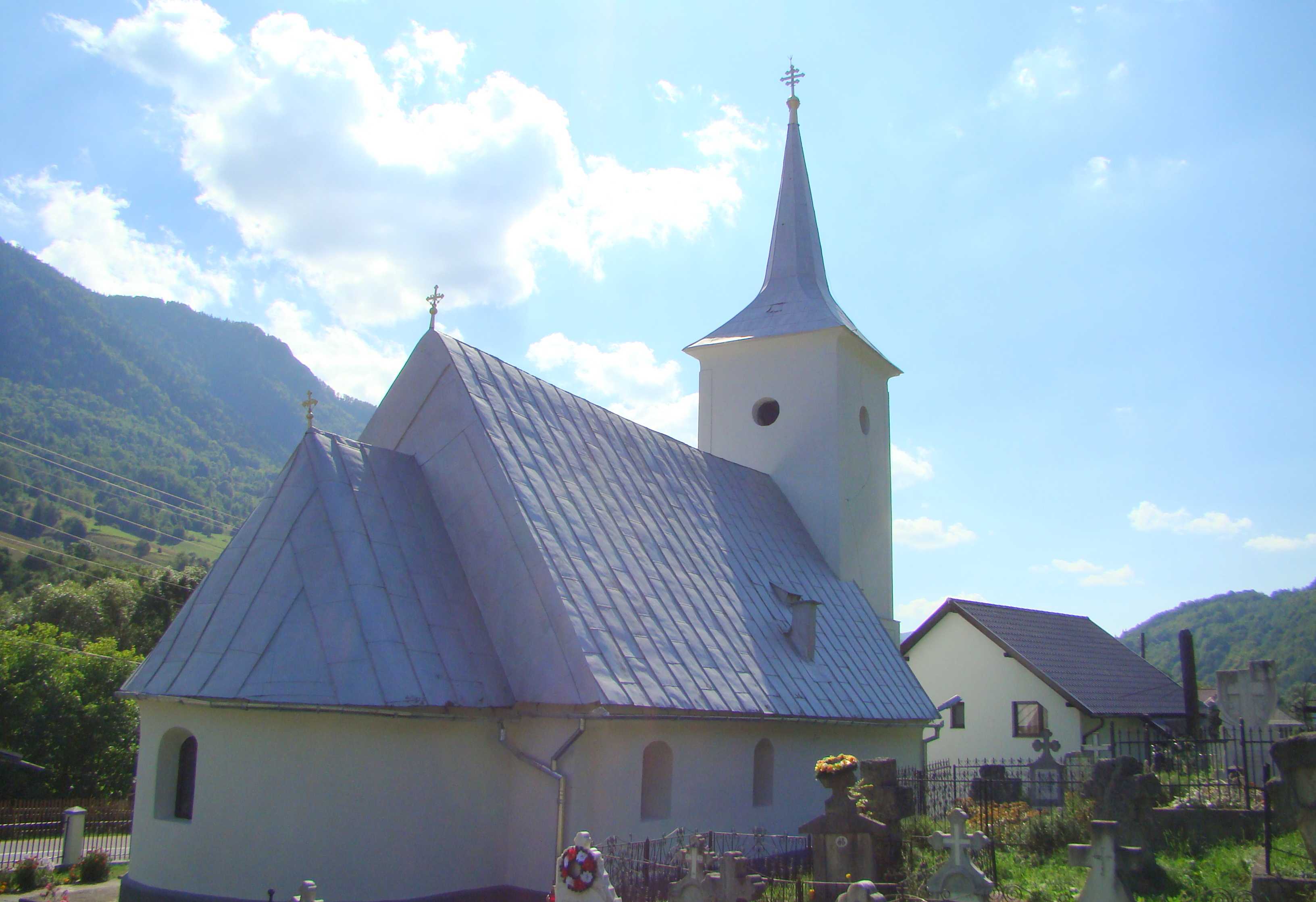
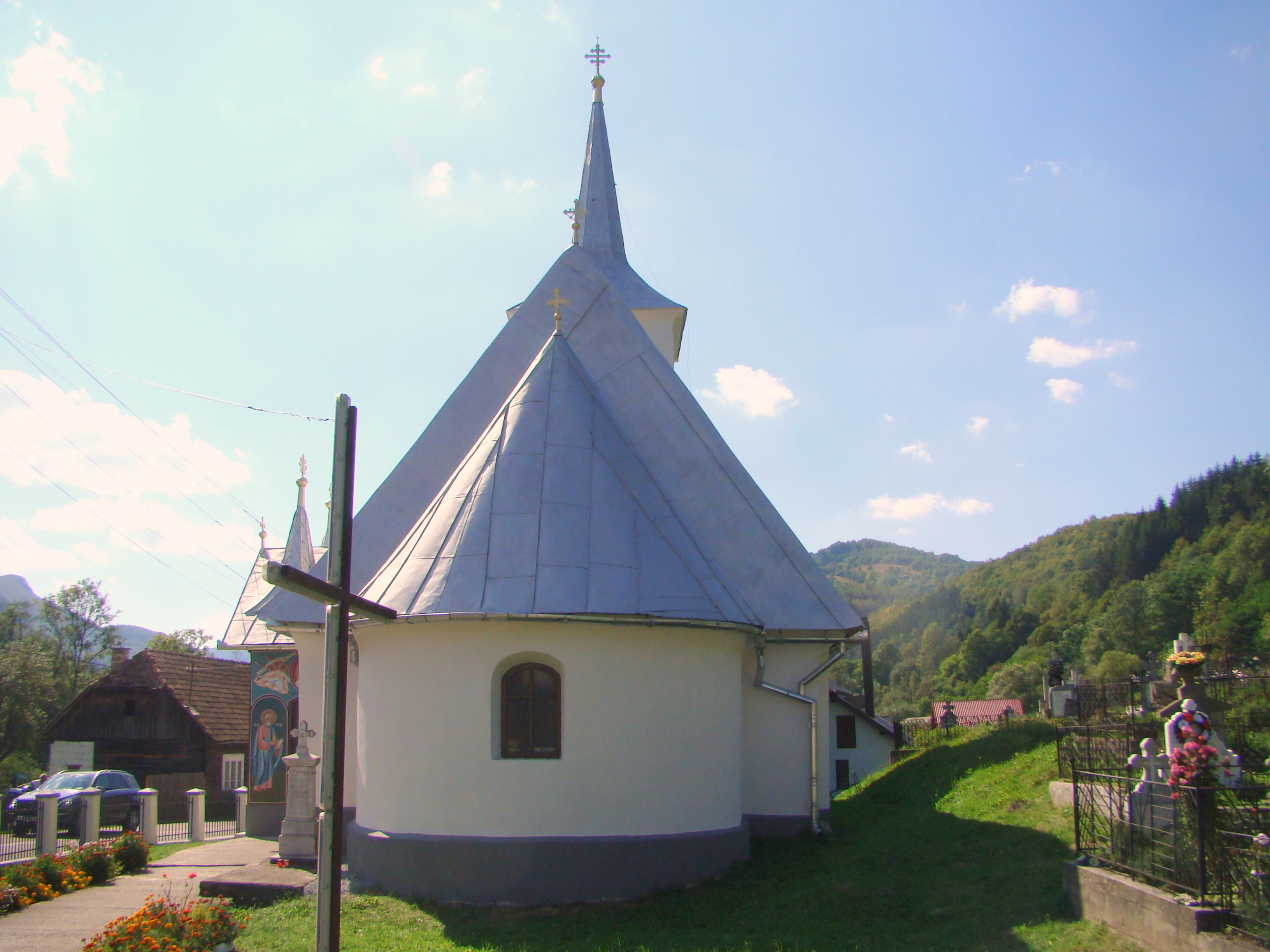
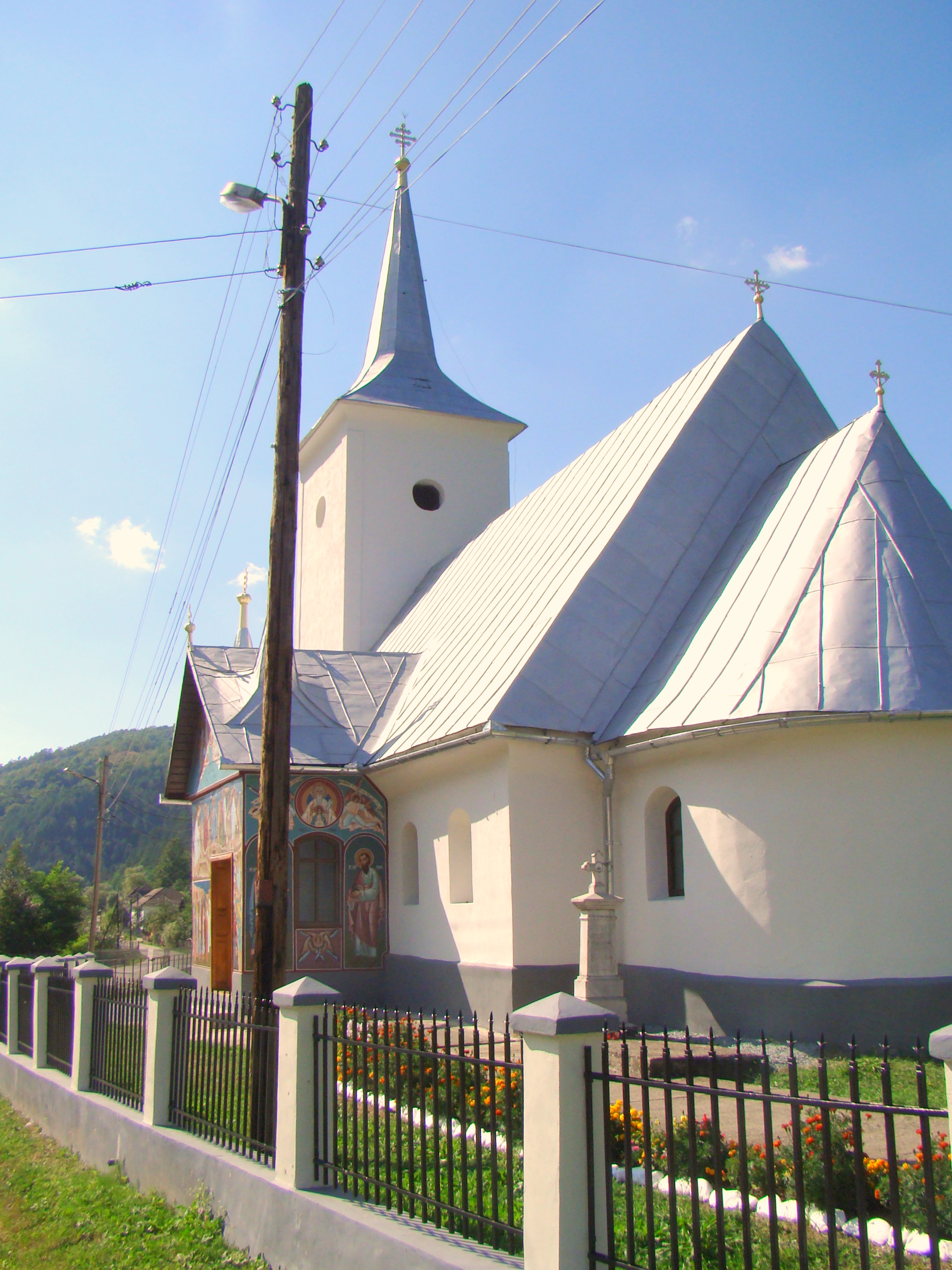
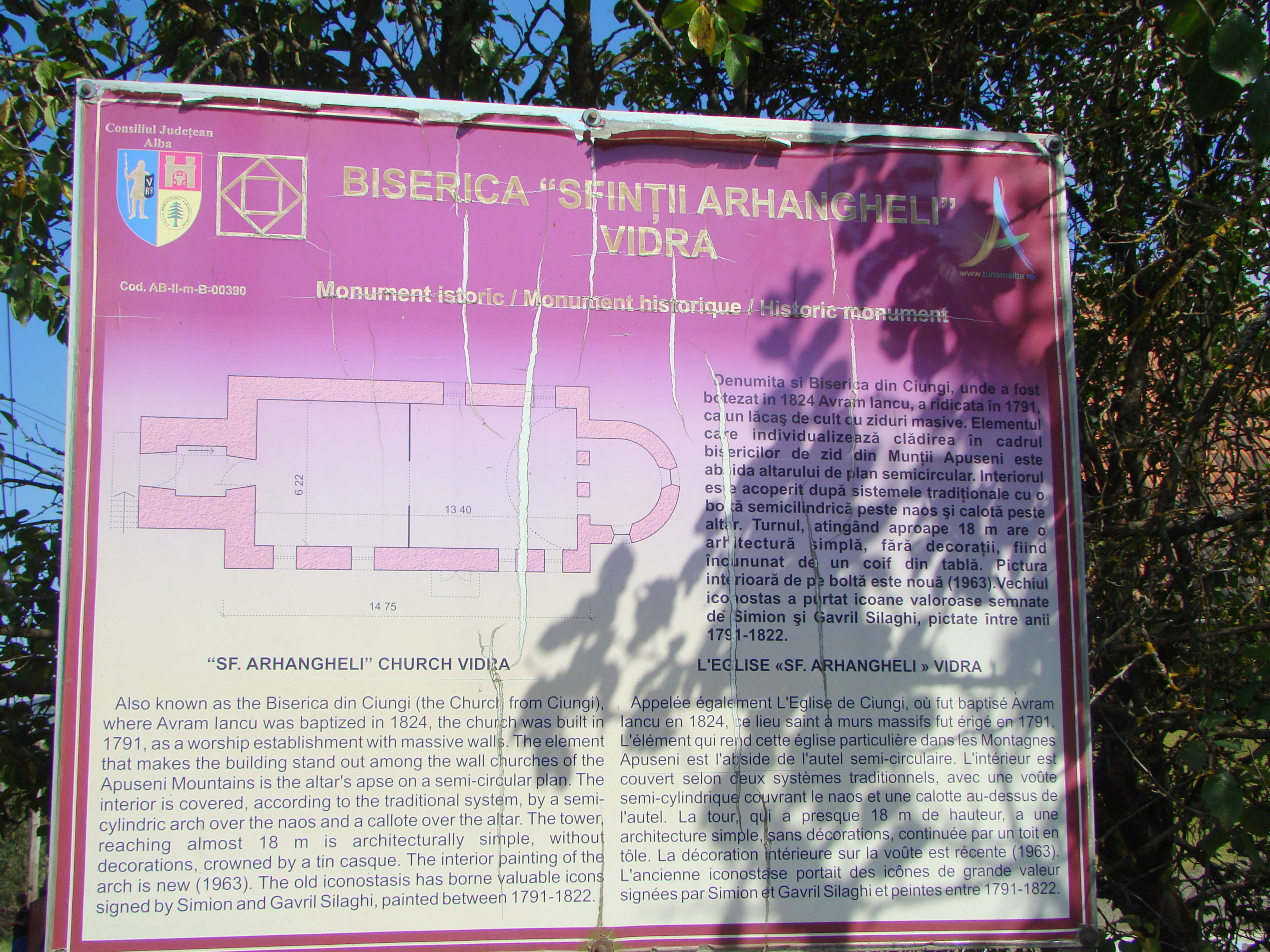

## Imagini din interior

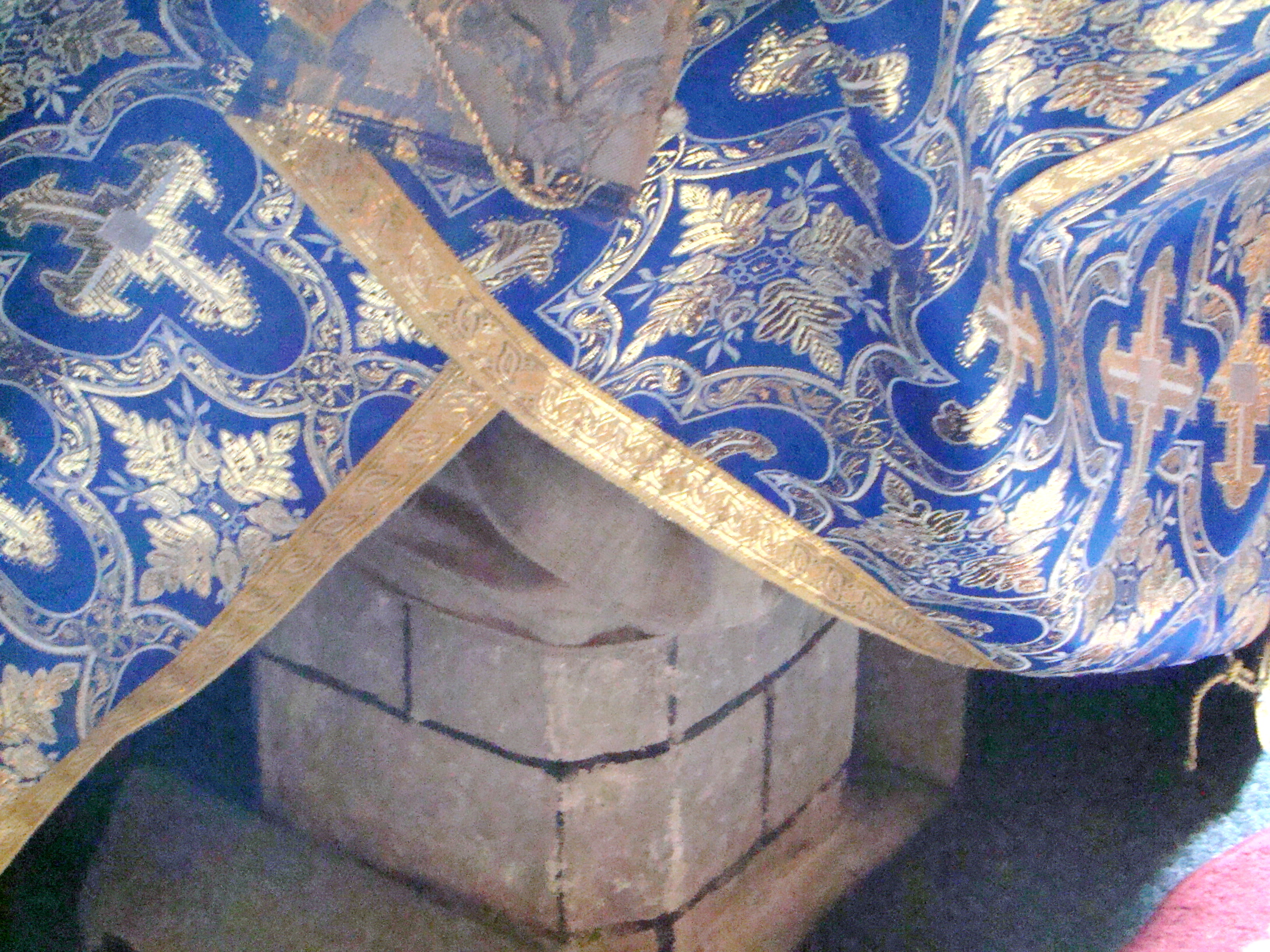
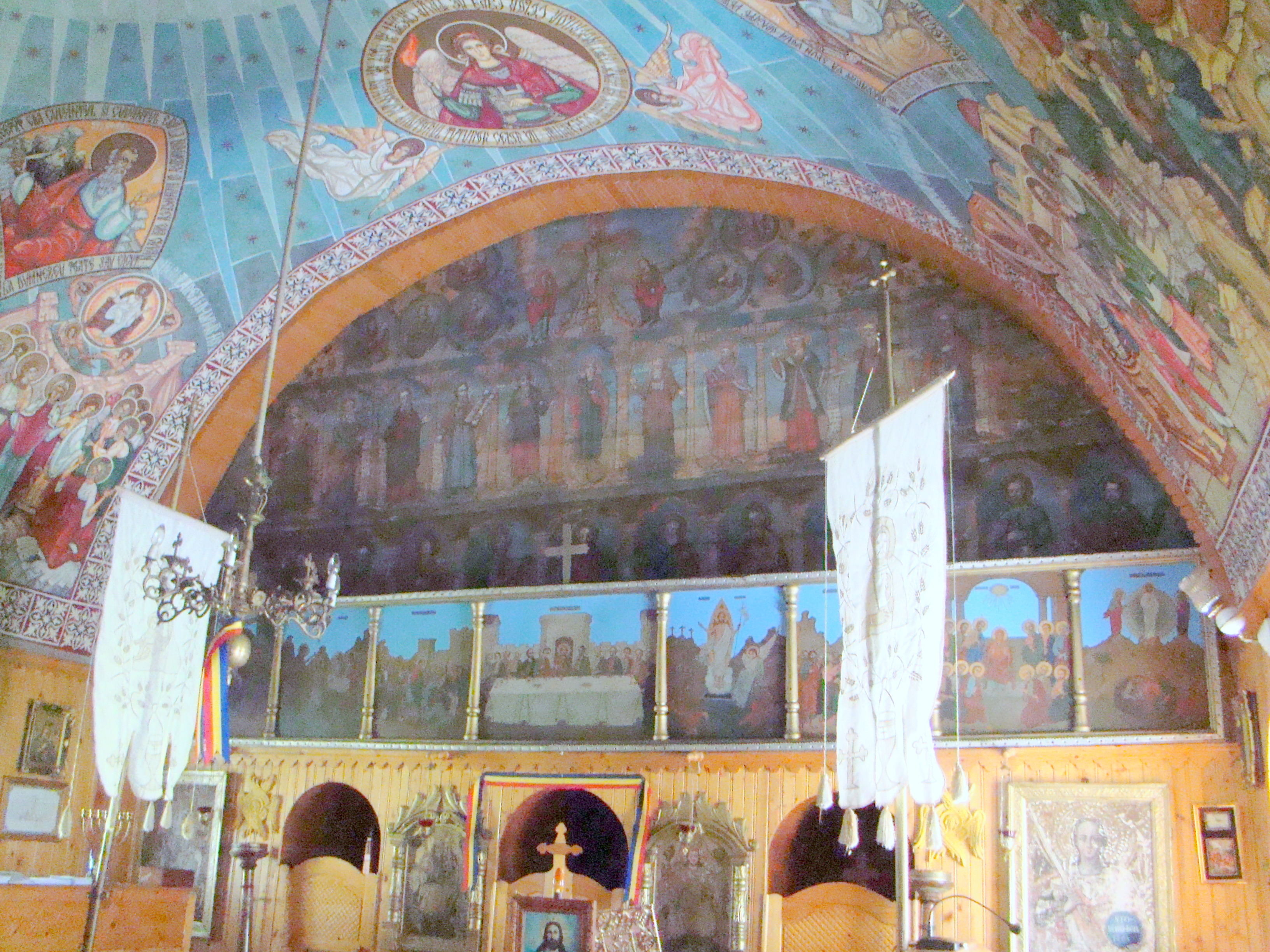
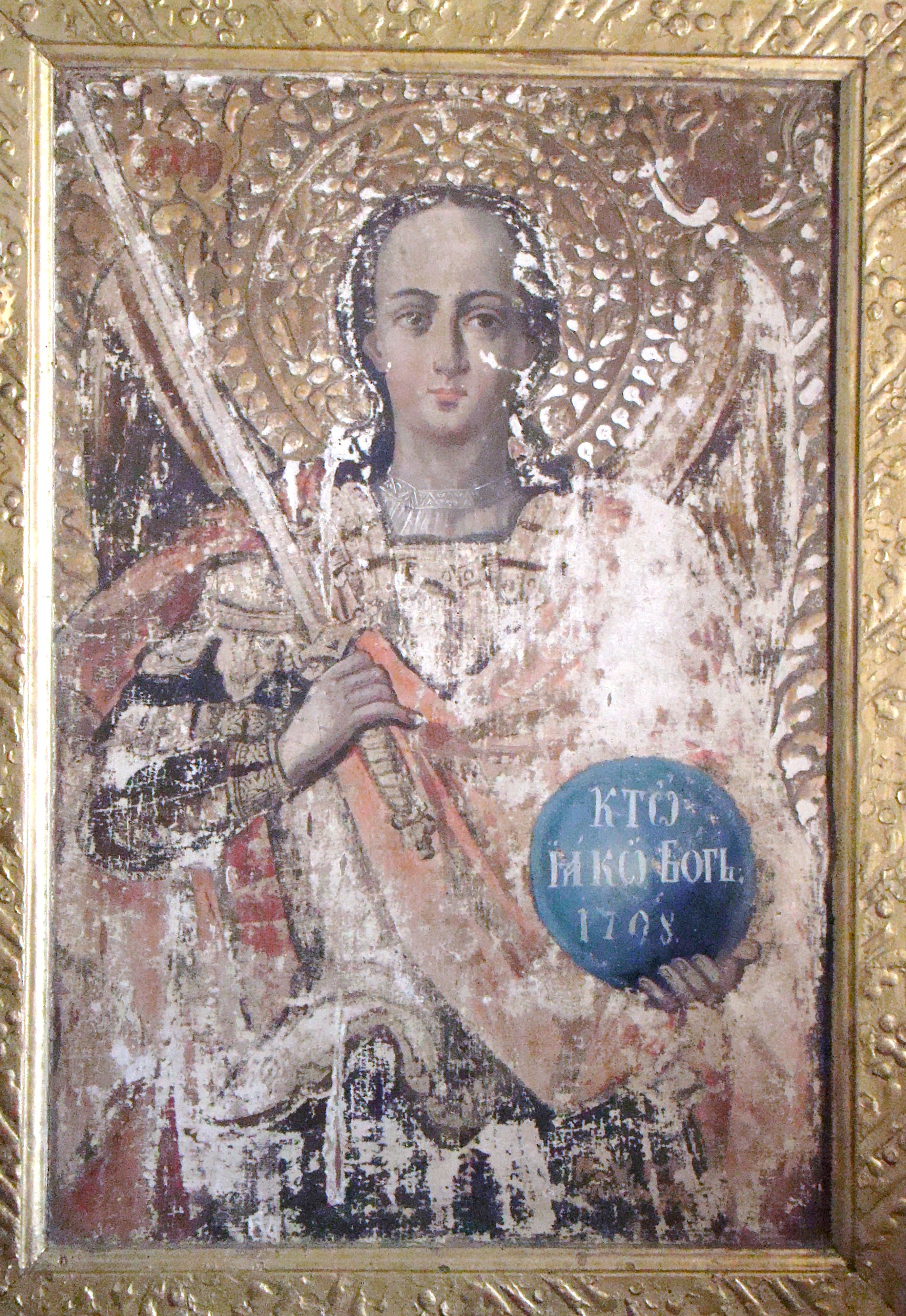
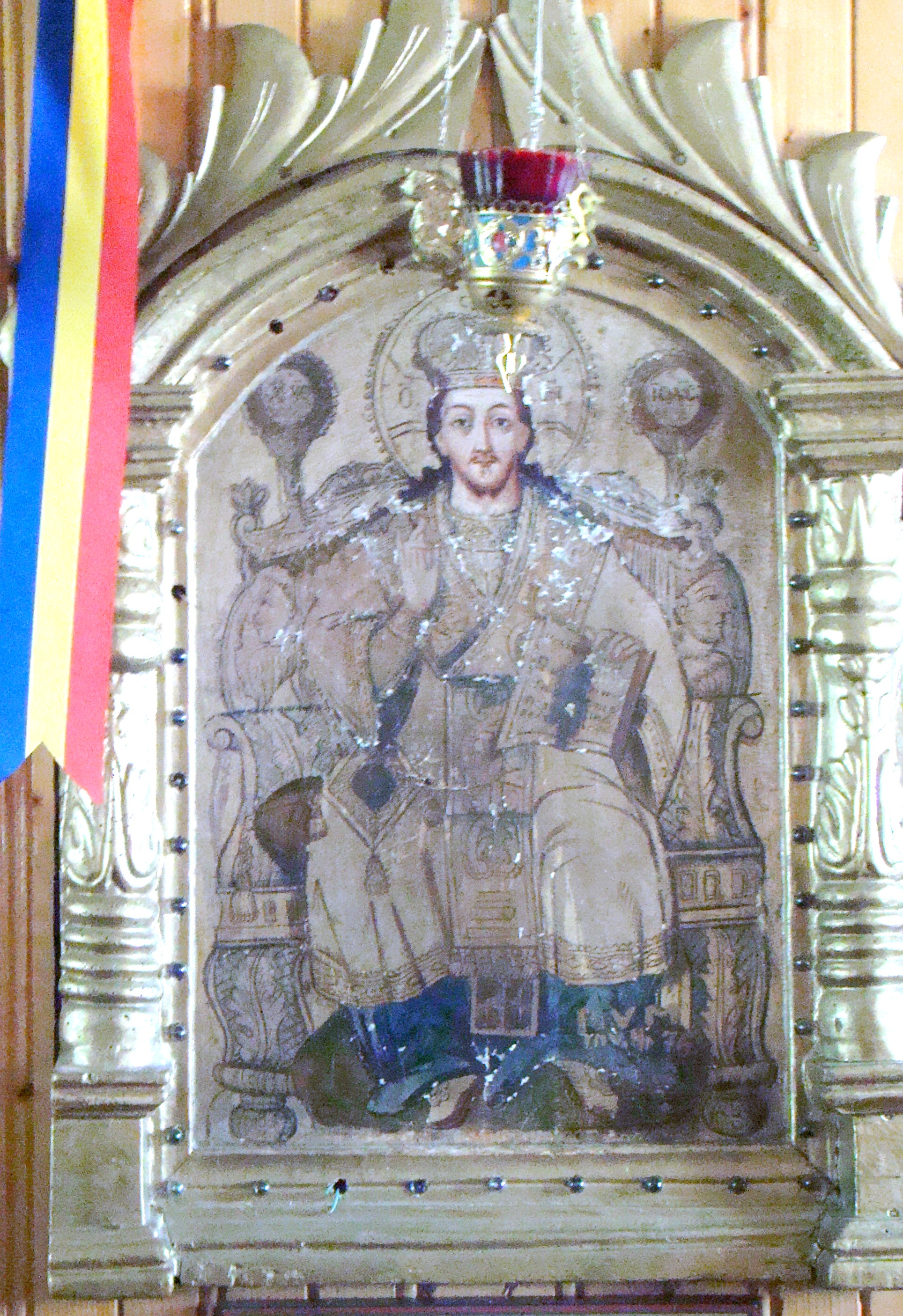
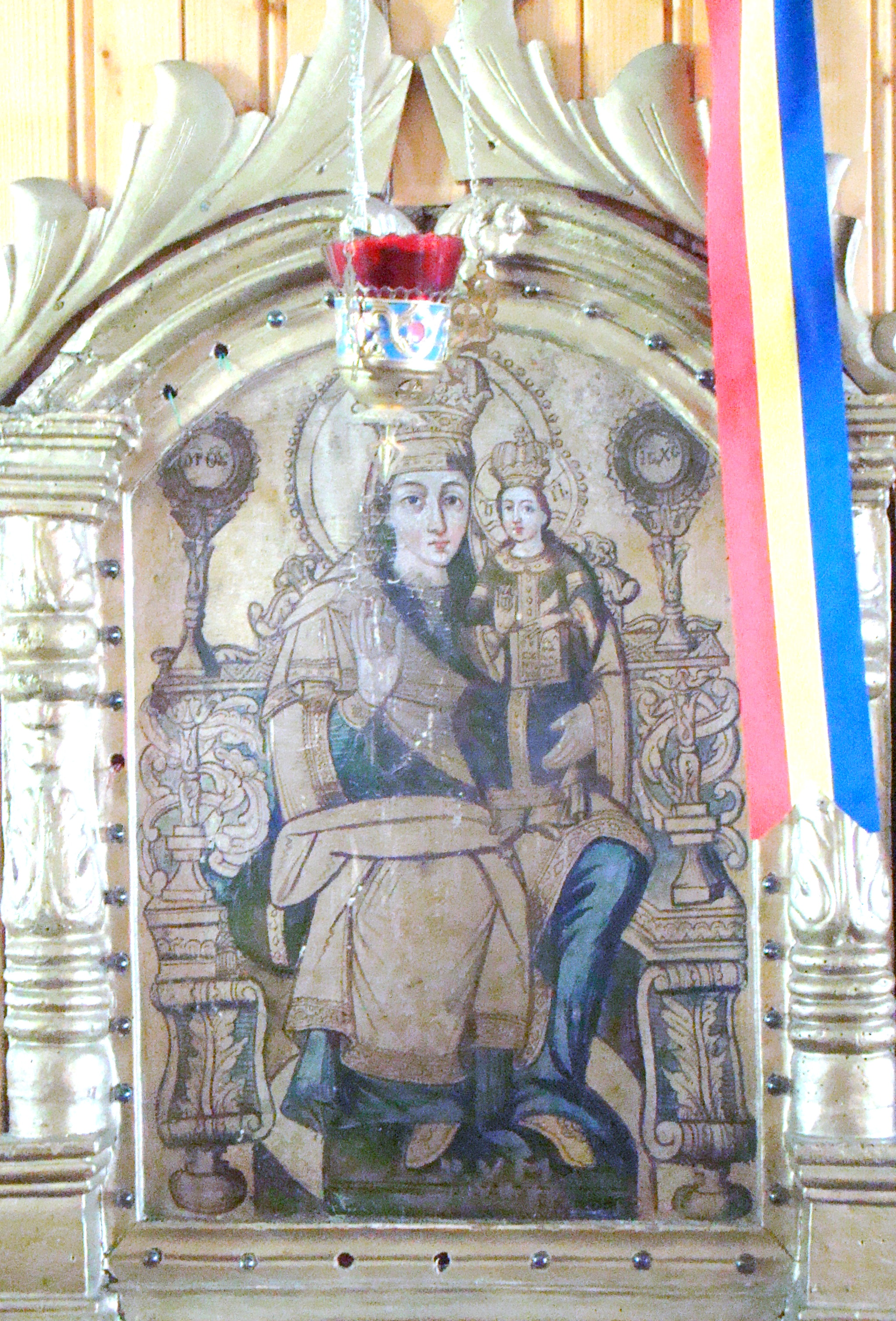
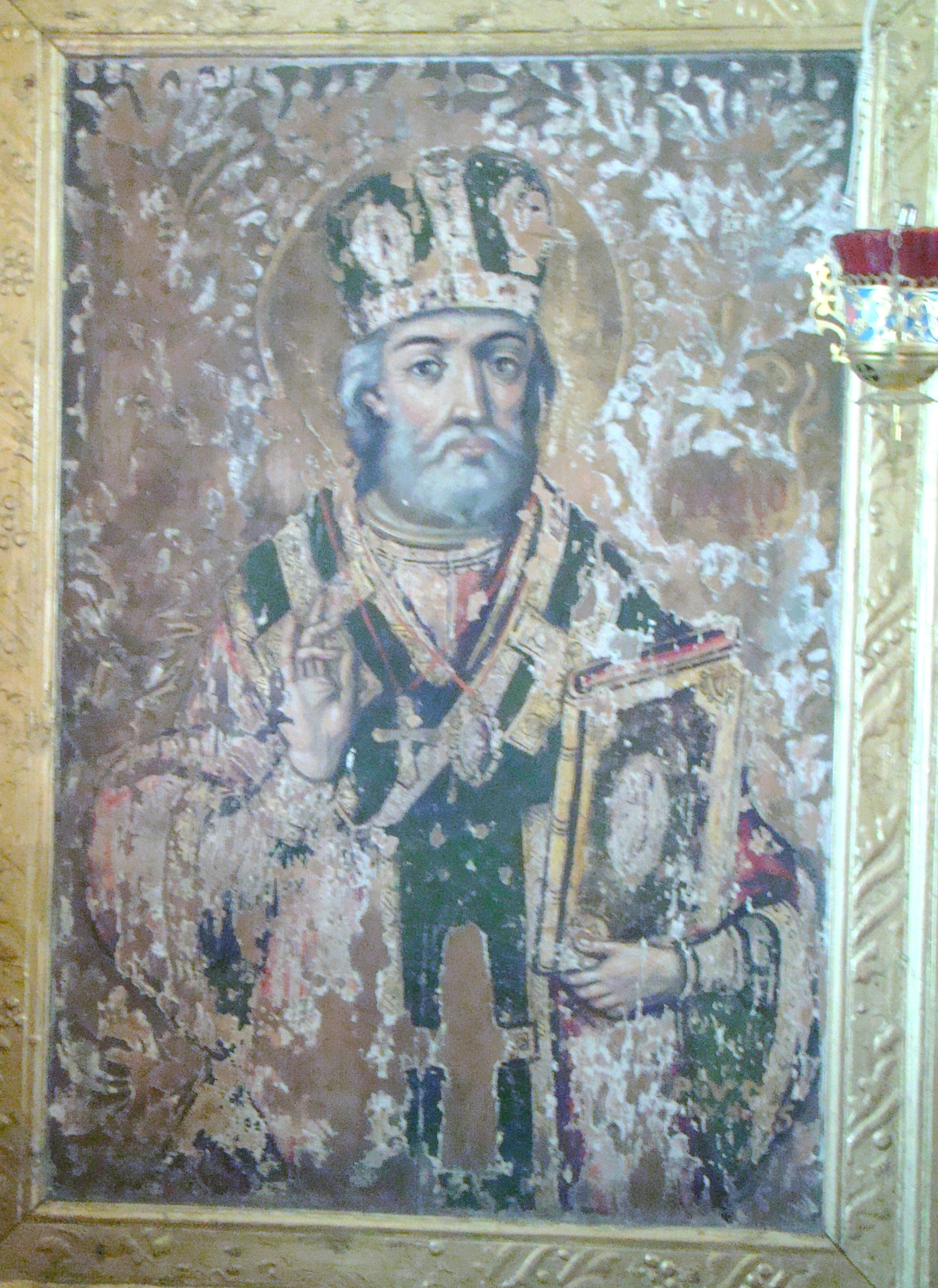
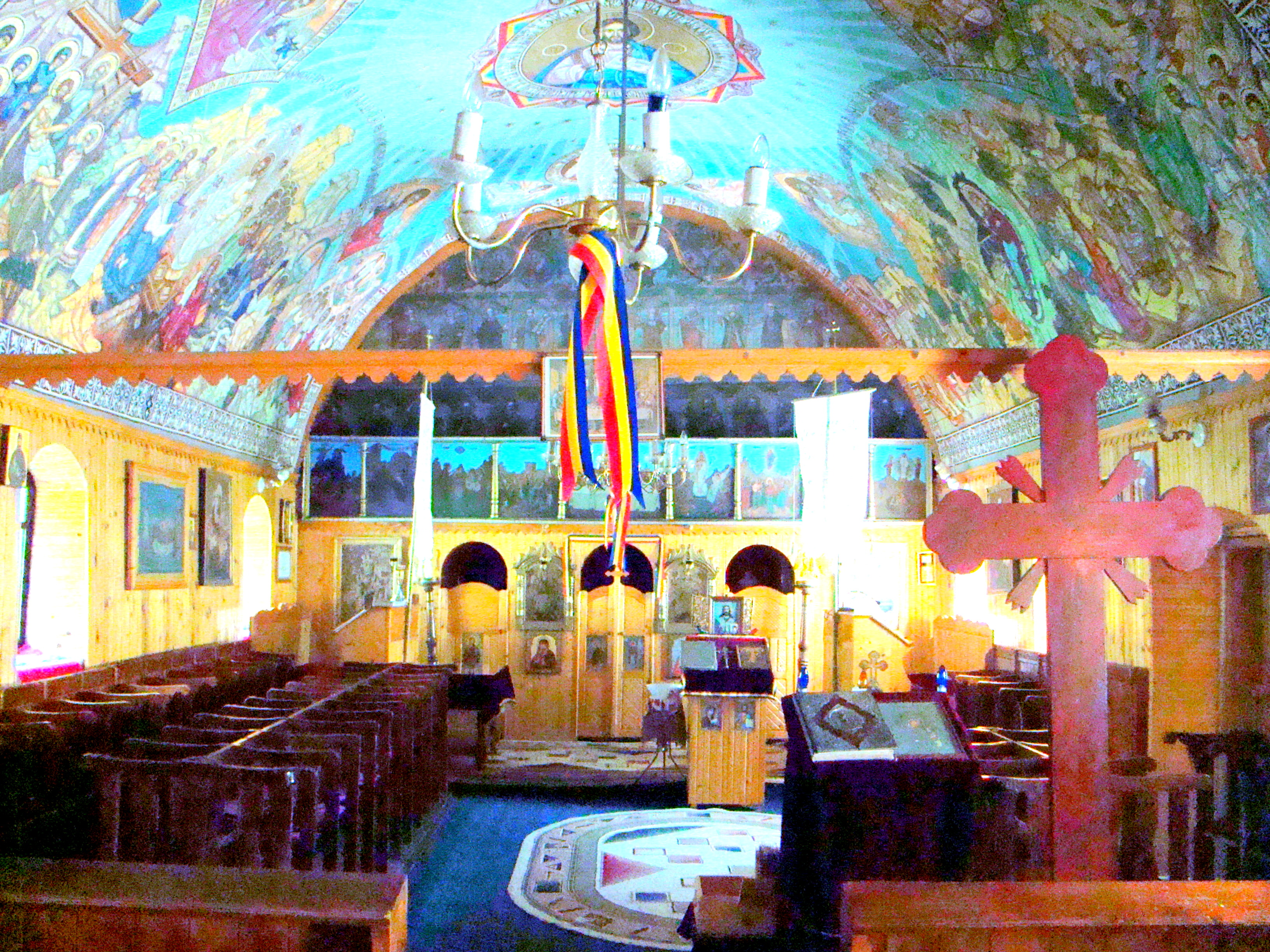
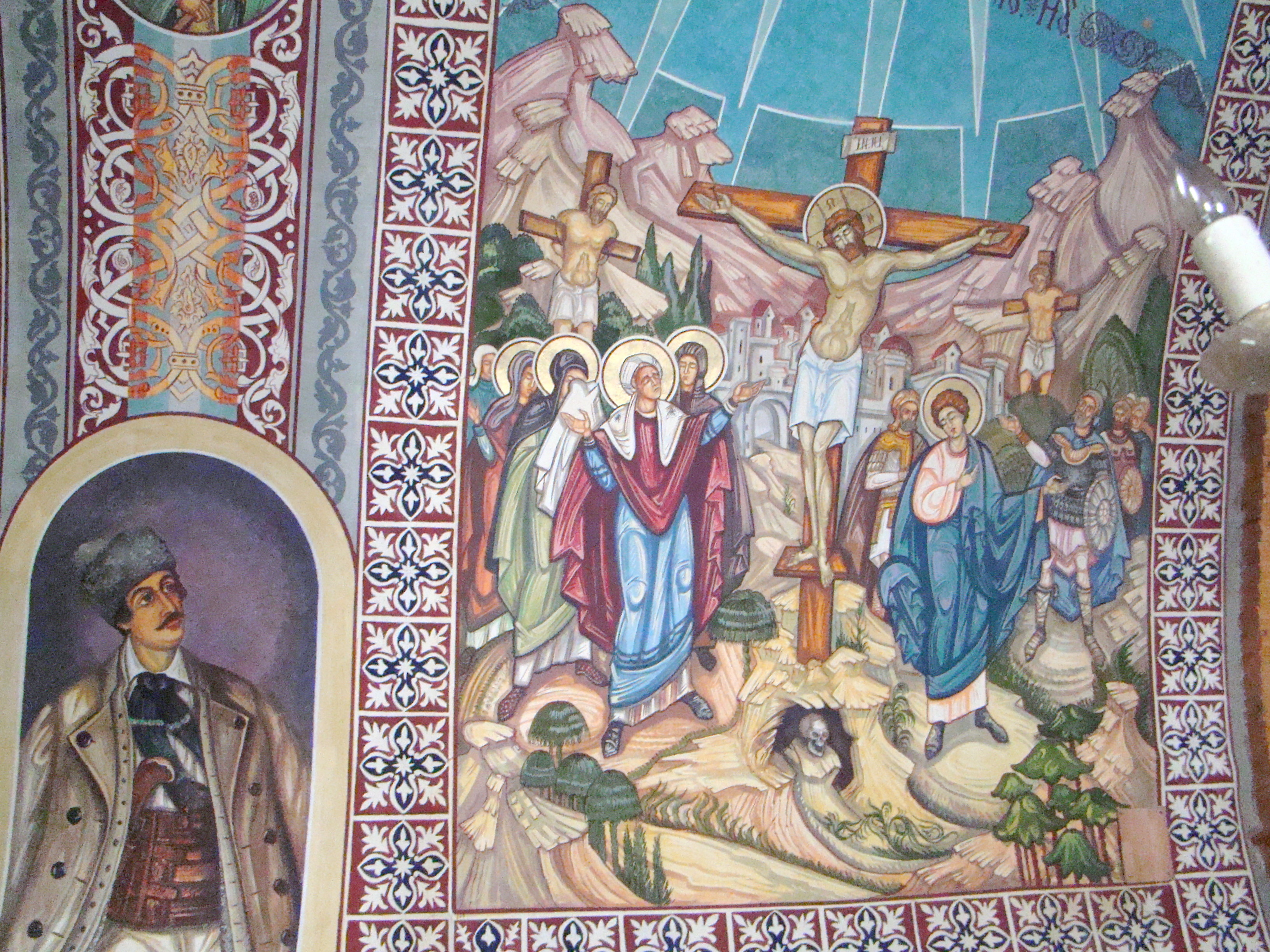
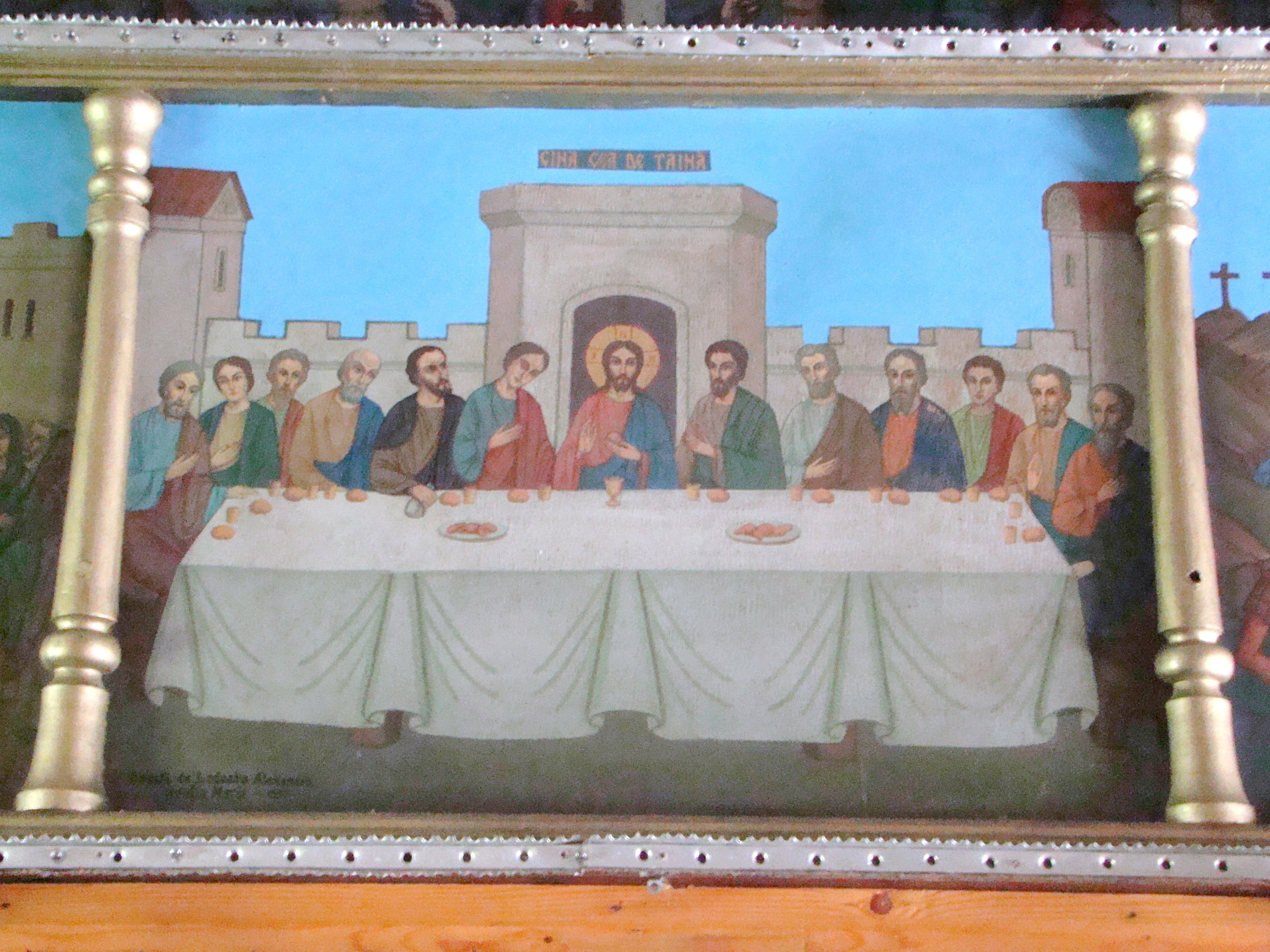
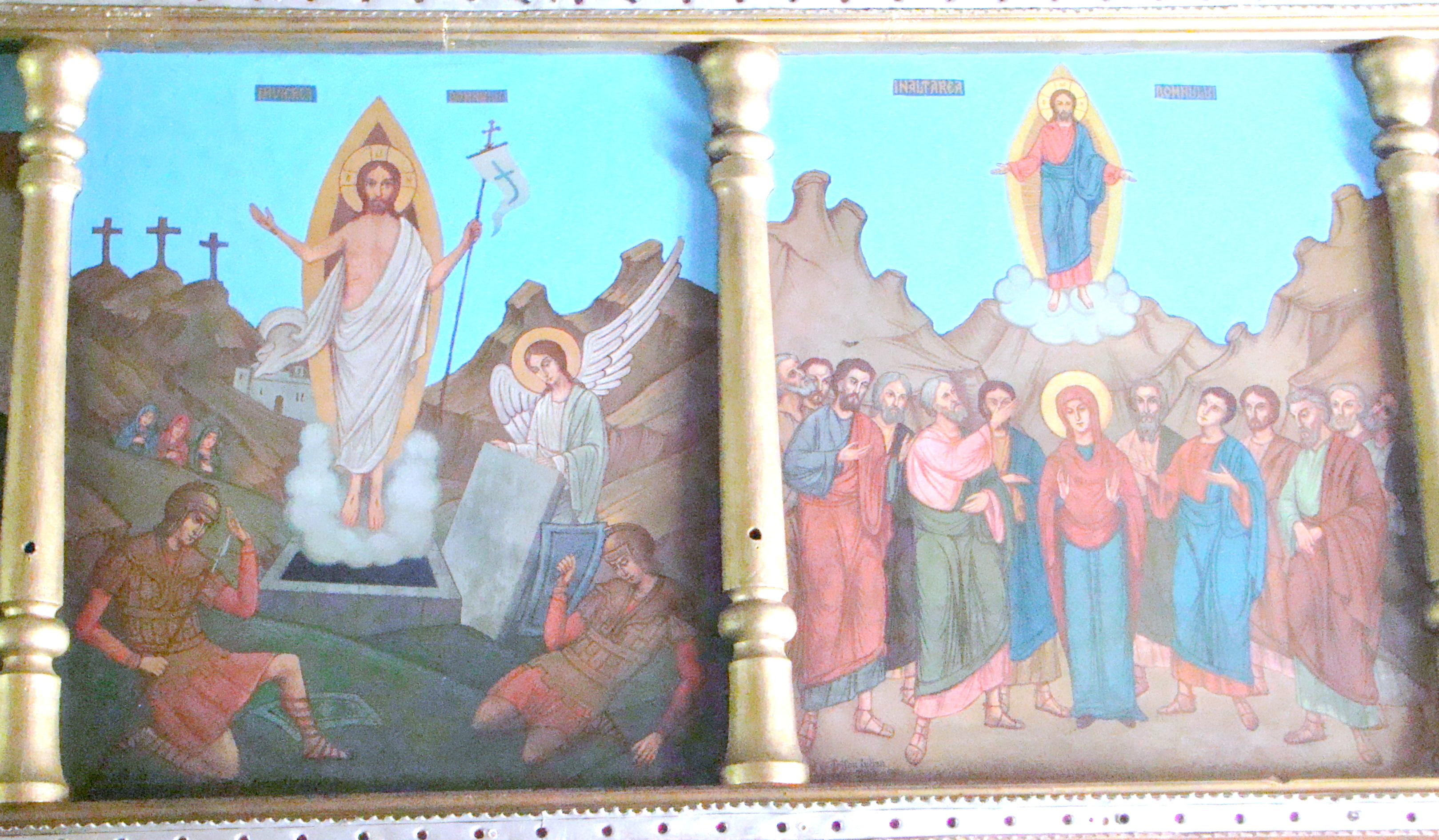
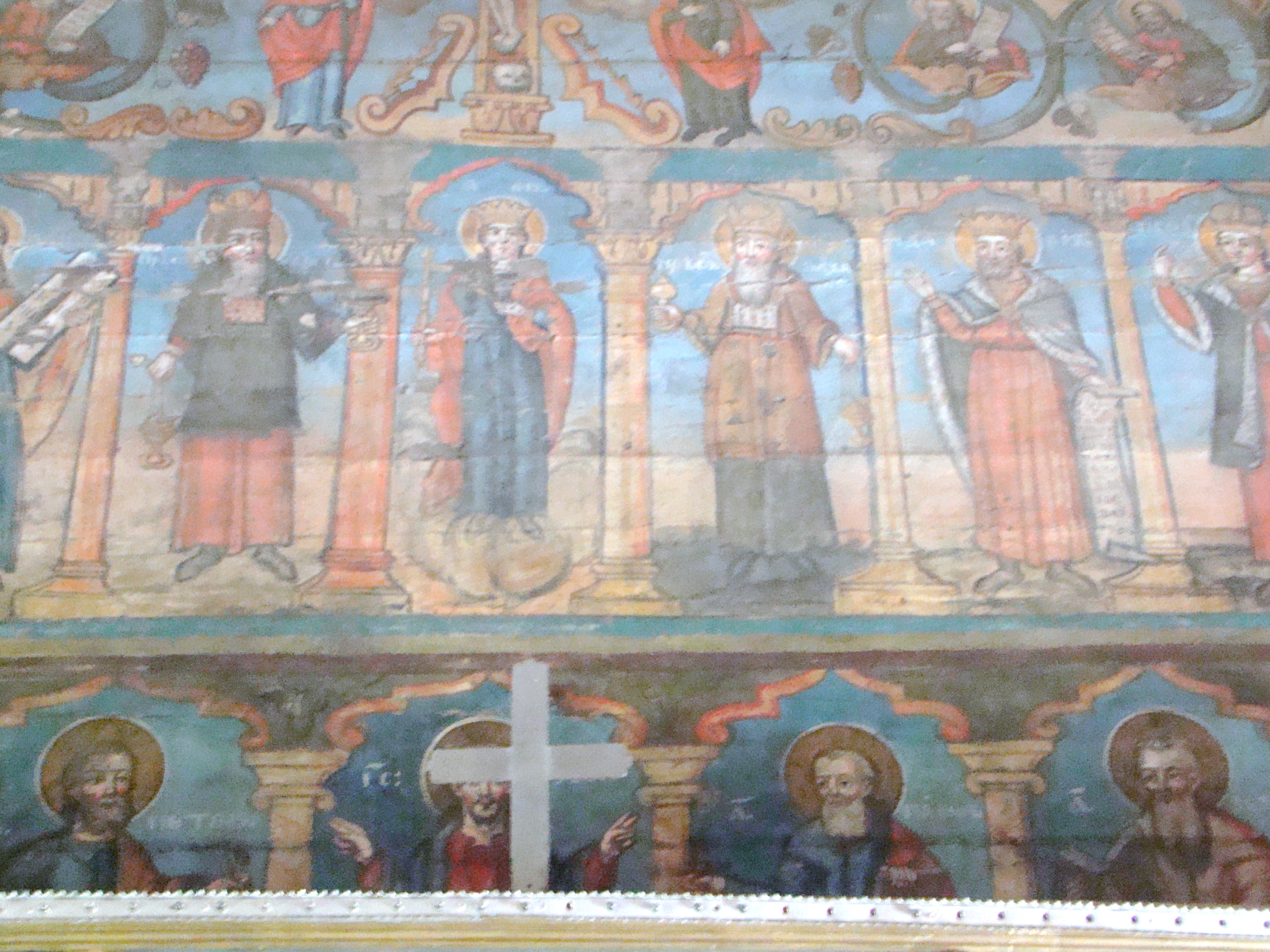
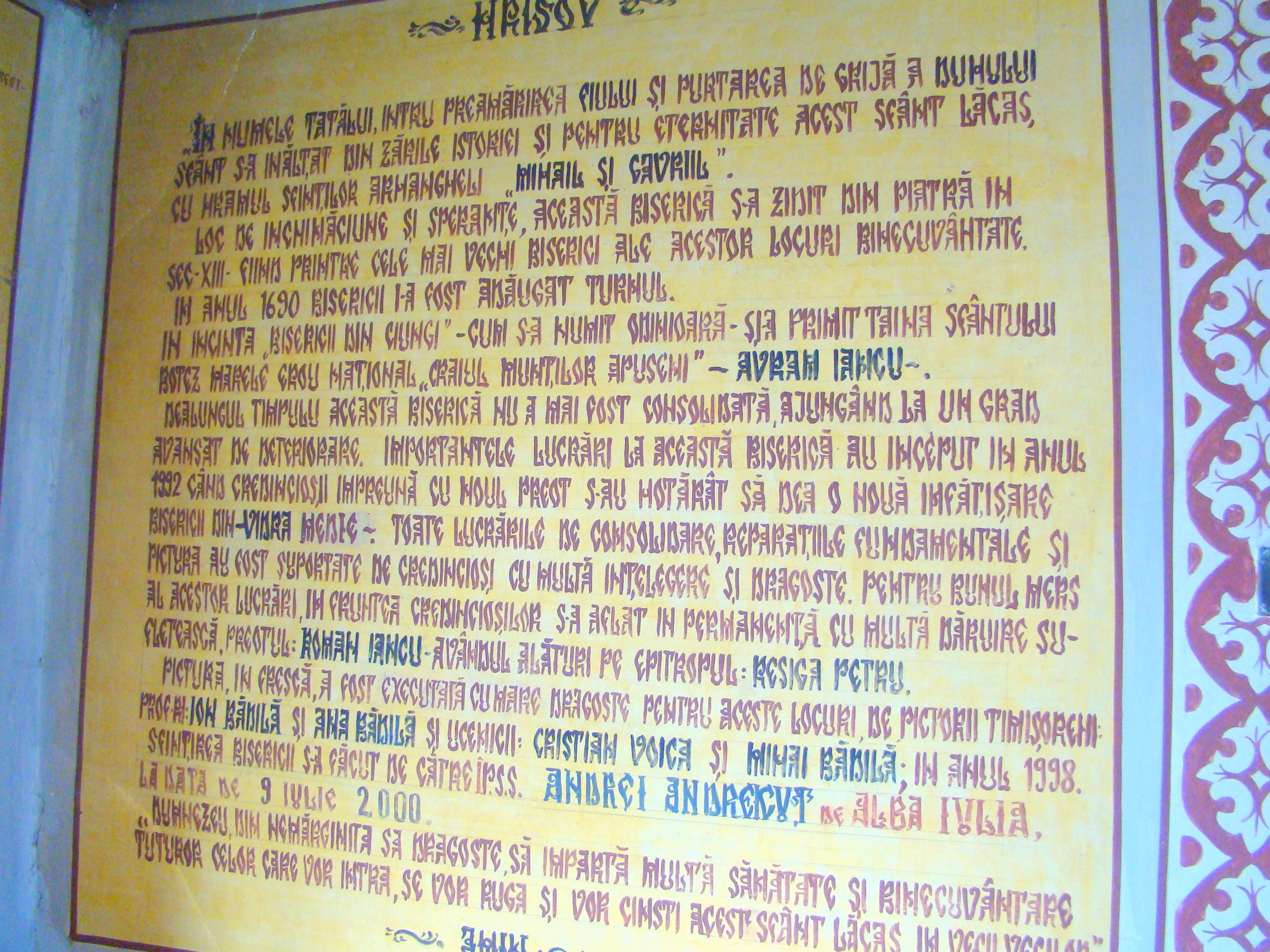